# Johannes Keßenbrodt
Johannes Keßenbrodt (auch Johann Kesenbrod; gräzisiert Johannes Tyrartus; * 1574 in Ochsenfurt; † 19. Juni 1636 in Lichtel) war ein Lehrer, evangelisch-lutherischer Geistlicher und Chronist.

## Leben
Johannes Keßenbrodt wurde im Jahr 1574 in „Oxovil“ (Ochsenfurt) geboren. Er war der Sohn des Baumeisters und Bürgermeisters Hans Keesebrod, der erstmals im Jahr 1577 in Ochsenfurt nachweisbar ist. Keßenbrodt selbst nannte sich selten nach seinem Geburtsort, sondern gab seinem Namen den Ort Segnitz bei („Segnizensis“). Es ist deshalb wahrscheinlich, dass er seine Jugend und seine Schulzeit ausschließlich in Segnitz verbracht hat, wo der Vater wichtige Baustellen beaufsichtigte und später auch das bedeutende Amt eines markgräflichen Schultheißen innehatte. Es ist unklar, ob Johannes der älteste Sohn des Hans Keesebrod war, die Förderung, die das Kind erhielt, macht dies allerdings wahrscheinlich.
Der Junge besuchte wohl von 1584 bis 1594 die Lateinschule in der Reichsstadt Rothenburg (ob der Tauber). Nach dem Ende seiner Schulzeit nahm der protestantische Johannes ein Universitätsstudium auf. In der Matrikel der Universität Jena taucht er als „Joh. Tyrartus Oxonien“ auf, der gräzisierte Name für Käsebrot symbolisierte den gelehrten Anspruch, den die Familie zu etablieren versuchte. Keßenbrodt absolvierte in Jena eine Ausbildung zum Pfarrer und wurde 1597 vom Vater nach Segnitz zurückberufen. Er heiratete erstmals und erlebte in Segnitz die Verbreitung des lutherischen Glaubens mit, für den sich der Vater bereits lange Zeit eingesetzt hatte. Mit der Annahme der neuen Lehre durch die Ansbacher Markgrafen wurde das Luthertum staatstragend. Johannes Keßenbrodt ging nach dem Tod seiner ersten Frau 1609 als Lehrer und später Schulleiter an die Rothenburger Lateinschule.
Anschließend gelang es ihm eine Pfarrstelle im Landgebiet der Reichsstadt Rothenburg zu besetzen. Erste Erfahrungen sammelte er in Ohrenbach. Im Jahr 1619 wechselte Keßenbrodt die Pfarrstelle und versah fortan die Pfarrei Gailnau im Kirchdorf Untergailnau nahe Ansbach. Obwohl Keßenbrodt lediglich drei Jahre hier tätig war, kam er in Gailnau erstmals mit den Kriegsereignissen des Dreißigjährigen Krieges in Berührung. Im Jahr 1620 starb Keßenbrodts zweite Frau, für die er in Gailnau kurz vor seinem Wegzug ein Epitaph in der Albanskirche einrichten ließ. Ab 1622 war Keßenbrodt dann in Lichtel als Pfarrer tätig. Hier kam er erstmals seiner Aufgabe als Kirchenarchivar nach und legte die Tauf- und Sterbematrikeln des Ortes neu an.
Statt eines schlichten Verzeichnisses begann der neue Pfarrer im November 1623 mit der Anlage eines Familienbuches, in dem die Bewohner des Dorfes mitsamt ihren Kindern ausführlich verzeichnet wurden. Das Lichteler Kirchenbuch hat große Bedeutung für die Erforschung von frühneuzeitlichen, lutherischen Gemeinwesen in Franken. Es war allerdings im Jahr 1636, nach dem Tod Keßenbrodts, von Zerstörung bedroht. Durch Kriegseinwirkungen im Dreißigjährigen Krieg war das Lichteler Pfarrarchiv während der Auseinandersetzungen mehrfach Ziel von Angriffen. Johannes Keßenbrodt, der im Krieg mehrere Kinder und seine vierte Frau verloren hatte, starb am 19. Juni 1636 und wurde im Priestergrab in der dortigen Pfarrkirche bestattet.

## Ehen und Nachkommen
Johannes Keßenbrodt war insgesamt fünfmal verheiratet. Davon waren zwei allerdings wahrscheinlich kinderlos geblieben, sodass aus der Ehe mit seiner zweiten Frau drei und aus der Verbindung mit seiner vierten Frau sieben Kinder stammen. Die meisten der Kinder starben noch vor dem Erreichen des Erwachsenenalters. Es ist nicht gesichert, ob überhaupt eines der männlichen Kinder den Vater überlebte. Zumeist haben sich lediglich die Taufdaten sowie gegebenenfalls die Tage des Begräbnisses der Kinder in den Kirchenmatrikeln erhalten.
- Margaretha Barbara (* 13. Juli 1610 in Rothenburg, † 1638/1648), verheiratet mit Endres Frick am 8. Juli 1635
- Anna (*/† 7. März 1613 in Ohrenbach)
- Johannes (* 24. Mai 1614 in Ohrenbach, † nach 1620)
- Leonhard (* 5. März 1621 in Gailnau, † unbekannt)
- Hans Jörg (* 25. Februar 1623 in Gailnau, † nach 1635)
- Ursula (*/† 7. April 1624 in Lichtel)
- Endres I (* 1625 in Gailshofen, † bald darauf)
- Endres II (* 30. November 1626 in Lichtel, † 30. September 1634 in Lichtel)
- Georg Friedrich (* 8. September 1628 in Lichtel, † 27. September 1634 in Lichtel)
- Leonhard Daniel (* 17. März 1630, † 2. Oktober 1634)
- Margaretha (* 4. Dezember 1631 in Lichtel, † 4. Oktober 1634)
- Lorenz (* 10. Dezember 1633 in Lichtel, † 4. Oktober 1634)[1]

## Werke (Auswahl)
- Statuta das ist Gesetz, Ordnung, Privilegia und Freiheiten so dem Flecken Segnitz am Main zum besten gegeben und aufgerichtet worden [...]. Ohrenbach 1616. zumeist Segnitzer Statuten genannt.
- Lichteler Kirchenbuch. Lichtel 1636.